# 岡村俊昭
岡村 俊昭（おかむら としあき、台湾名：葉 天送、1912年5月4日 - 1996年1月25日）は、プロ野球選手。

## 来歴・人物
台湾・花蓮県に生まれ育ち、夜間学校に通いながら町の軟式野球チームに所属していた。1929年に平安中学校に進学。当時、平安中には野球の盛んな花蓮からすでに4人の選手が野球留学しており、岡村もそれを追う形になった。平安中学時代には主に捕手を務め、1933年夏の甲子園大会では準優勝を果たしている。ちなみに甲子園には9回出場しており、最多出場記録保持者3名のうちの1人でもある。平安中学卒業後、日本大学（旧制）を経て1939年に南海軍に入団。プロ入り後に外野手に転向する。転向当初は守備に不安定な面があり、初年度の1939年7月30日の対阪神戦（中百舌鳥球場）では3度落球し、外野手の1試合最多失策を記録した。
1944年に首位打者を獲得。このとき、岡村の打率.369に対して所属する近畿日本の勝率は.324で、試合数が少なかったという事情はあるものの、それ以前には鬼頭数雄（1940年）しかいない「所属チームの勝率より打率の高い首位打者」になっており、2008年に横浜ベイスターズ・内川聖一が64年ぶりに記録するまでは登場することのなかった珍記録であった。ちなみに、岡村と鬼頭は1941年の1年だけチームメイトでもあった。また、試合数に加えボールの質も悪化したため、中根之（1936年秋）以来の「本塁打0の首位打者」でもある（このあと正田耕三が記録するまで43年間達成者はいなかった）。
1949年限りで引退、その後はコーチを1960年まで務め「百万ドルの内野陣」を築いた。平安中学出の岡村は同じ京都の岡本伊三美や丹後に生まれた野村克也を気にかけていた。1956年のハワイの春季キャンプで監督の鶴岡一人に野村を連れて行くように進言した。ハワイでのキャンプ中、大阪で留守を預かった岡村は、南海電気鉄道の広報誌『ミナミ』1956年3月号のインタビューの中で「今ハワイに行っているキャッチャーの野村は良いバッディングをしている」と話し、シーズンの活躍に期待を寄せた。コーチ時代には、一軍監督である鶴岡の「親分」に対して「大将」というあだ名があったという。1961年から1972年まではスカウトを務めた。1978年に南海が発行したファンブックには短い評伝が掲載され、「南海隆盛の因は岡村の野球にかける情熱に負うところが大である」と記された。
1996年死去。現役時代より亡くなるまで、京都市の平安高校近くに住んでいた。
岡村の遺族によると、生前の岡村は自身の出自や台湾側の肉親についての話をほとんど語ることがなく、台湾側の関係者に接触する機会もごくわずかであったという。台湾人ジャーナリストの鄭仲嵐は、2010年代半ばより京都在住の岡村の遺族への取材を開始し、生前の岡村から故郷台湾についての話をわずかに聞き取る機会があった長女の証言から、前述の「台湾の関係者」が戦前に花蓮地方にて積極的な布教を行っていた浄土真宗本願寺派の台湾人信徒(本願寺台湾別院)である可能性を察知した。鄭は2016年以降、現存する台湾の仏教教会(教会所)を中心に、台湾東部にてさらなる現地取材を重ねた結果、ついに岡村の台湾側親族の生存確認と接触に成功する。その後の台湾側親族の証言から、岡村が戦前の日本の新聞や、一部の台湾側資料に記述されていた通り台湾原住民のアミ族出身者であり、アミ族としての出生名が「オラム・ファラハン」であった歴史的事実など、日台双方でこれまでほとんどど知られていなかった、プロ入り以前の岡村の前半生についてルポルタージュに纏め、2024年に台湾で上梓するに至った。

## 詳細情報

### 年度別打撃成績
| 年 度      | 球 団                             | 試 合 | 打 席 | 打 数 | 得 点 | 安 打 | 二 塁 打 | 三 塁 打 | 本 塁 打 | 塁 打 | 打 点 | 盗 塁 | 盗 塁 死 | 犠 打 | 犠 飛 | 四 球 | 敬 遠 | 死 球 | 三 振 | 併 殺 打 | 打 率 | 出 塁 率 | 長 打 率 | O P S |
| ---------- | --------------------------------- | ----- | ----- | ----- | ----- | ----- | -------- | -------- | -------- | ----- | ----- | ----- | -------- | ----- | ----- | ----- | ----- | ----- | ----- | -------- | ----- | -------- | -------- | ----- |
| 1939       | 南海 近畿日本 グレートリング 南海 | 88    | 374   | 304   | 44    | 74    | 12       | 3        | 0        | 92    | 38    | 20    | --       | 8     | 2     | 60    | --    | 0     | 54    | --       | .243  | .368     | .303     | .671  |
| 1940       | 南海 近畿日本 グレートリング 南海 | 101   | 367   | 311   | 19    | 67    | 12       | 3        | 0        | 85    | 29    | 12    | --       | 3     | 1     | 51    | --    | 1     | 41    | --       | .215  | .328     | .273     | .601  |
| 1941       | 南海 近畿日本 グレートリング 南海 | 81    | 322   | 274   | 17    | 60    | 13       | 1        | 1        | 78    | 23    | 2     | --       | 4     | --    | 44    | --    | 0     | 32    | --       | .219  | .327     | .285     | .612  |
| 1942       | 南海 近畿日本 グレートリング 南海 | 103   | 409   | 341   | 21    | 67    | 12       | 6        | 0        | 91    | 25    | 7     | 8        | 5     | --    | 61    | --    | 2     | 31    | --       | .196  | .322     | .267     | .589  |
| 1943       | 南海 近畿日本 グレートリング 南海 | 83    | 347   | 281   | 27    | 59    | 7        | 2        | 1        | 73    | 15    | 9     | 7        | 7     | --    | 58    | --    | 1     | 28    | --       | .210  | .347     | .260     | .607  |
| 1944       | 南海 近畿日本 グレートリング 南海 | 35    | 147   | 130   | 17    | 48    | 4        | 0        | 0        | 52    | 4     | 9     | 1        | 2     | --    | 15    | --    | 0     | 3     | --       | .369  | .434     | .400     | .834  |
| 1946       | 南海 近畿日本 グレートリング 南海 | 77    | 279   | 240   | 26    | 63    | 10       | 2        | 0        | 77    | 38    | 14    | 5        | 5     | --    | 32    | --    | 2     | 20    | --       | .263  | .354     | .321     | .675  |
| 1947       | 南海 近畿日本 グレートリング 南海 | 49    | 143   | 128   | 9     | 23    | 1        | 0        | 0        | 24    | 12    | 4     | 0        | 1     | --    | 13    | --    | 1     | 17    | --       | .180  | .261     | .188     | .448  |
| 1948       | 南海 近畿日本 グレートリング 南海 | 27    | 30    | 26    | 2     | 6     | 1        | 0        | 1        | 10    | 5     | 0     | 0        | 0     | --    | 4     | --    | 0     | 3     | --       | .231  | .333     | .385     | .718  |
| 1949       | 南海 近畿日本 グレートリング 南海 | 7     | 8     | 8     | 0     | 0     | 0        | 0        | 0        | 0     | 0     | 0     | 0        | 0     | --    | 0     | --    | 0     | 2     | --       | .000  | .000     | .000     | .000  |
| 通算：10年 | 通算：10年                        | 651   | 2426  | 2043  | 182   | 467   | 72       | 17       | 3        | 582   | 189   | 77    | 21       | 35    | 3     | 338   | --    | 7     | 231   | --       | .229  | .340     | .285     | .625  |

- 各年度の太字はリーグ最高
- 南海（南海軍）は、1944年途中に近畿日本（近畿日本軍）に、1946年にグレートリングに、1947年に南海（南海ホークス）に球団名を変更

### タイトル
- 首位打者：1回 （1944年）
- 最多安打（当時連盟表彰なし）：1回 （1944年） ※1994年より表彰

### 背番号
- 7 （1939年 - 1943年）
- 5 （1946年 - 1949年、1950年途中 - 1955年）
- 31 （1950年 - 同年途中）
- 60 （1956年）
- 50 （1957年 - 1960年）